# Controlling
Controlling (englisch to control, deutsch steuern, regeln, lenken, überwachen), auch Internes Rechnungswesen genannt, ist ein Begriff der Betriebswirtschaftslehre und wird im deutschen Sprachraum als Teilfunktion des unternehmerischen Führungssystems (Management) verstanden, dessen Kernaufgaben die Planung, Steuerung, Kontrolle und Information von Unternehmensbereichen sind.
Im englischen Sprachraum sind diese Aufgaben dem management accounting zugeordnet.
Controlling-Mitarbeiter versorgen die Unternehmensführung mit den Informationen, die sie braucht, um informierte Entscheidungen zu treffen, und helfen ihr dann dabei, diese Entscheidungen in die Tat umzusetzen. Es wird zwischen operativem und strategischem Controlling unterschieden. Das operative Controlling ist für die Verwaltung des Budgets zuständig und achtet darauf, dass das Unternehmen wirtschaftlich erfolgreich ist. Das strategische Controlling analysiert den Markt, damit das Unternehmen sicher sein kann, dass an den Produkten, die es produziert, tatsächlich Interesse besteht, und es auf Änderungen der Nachfrage reagieren kann. Das Risikocontrolling analysiert und beobachtet Risiken, denen ein Unternehmen ausgesetzt ist (siehe zu den Aufgaben Risikoanalyse und Risikoaggregation).

## Einführung
In der Fachliteratur gibt es verschiedene Ansätze, um das Controlling als eigenständige betriebswirtschaftliche Teildisziplin zu begründen. Im Zentrum steht dabei der Gedanke, dass Controlling mehr ist als die reine Zusammenfassung bereits bestehender Führungsteilaufgaben, wie zum Beispiel Planung, Berichtswesen und Abweichungsanalyse („alter Wein in neuen Schläuchen“). In den letzten 20 Jahren hat sich zunehmend der koordinationsorientierte Ansatz durchgesetzt: Controlling sei eine eigene Teildisziplin, weil sie sich vor allem damit beschäftigt, verschiedene Teile der Unternehmensführung untereinander zu koordinieren (siehe Koordinationsaufgaben).
Controlling als Aufgabenfeld kann von verschiedenen, verantwortlichen Personen oder auch der Geschäftsleitung selbst wahrgenommen werden, ohne dass eine Person die ausdrückliche Bezeichnung „Controller“ führt. Vor allem in kleineren und mittleren Betrieben wird die Controllingfunktion oft von der Unternehmensführung selbst oder von der Leitung des Rechnungswesens wahrgenommen. Oberhalb einer Betriebsgröße von 200 Beschäftigten ist zunehmend ein eigenständiger Controller für diese Aufgaben zuständig.

## Aufgaben und Funktionen

### Planungsaufgaben
In Zusammenarbeit mit der obersten Führungsebene führt ein Controller die Teilziele der Bereiche zu einem ganzheitlichen und abgestimmten Zielsystem zusammen. Das Zielsystem bildet den Ausgangspunkt für die eigentliche Budgetierung, in der Maßnahmen und Ressourcen zur Zielerreichung festgelegt werden. Die inhaltliche Planung erfolgt dabei durch die Führungskräfte der Bereiche. Zu den Controllingaufgaben gehören u. a. die Erstellung der erforderlichen Planungsunterlagen (Formulare) und die zeitliche Koordination der Planungsschritte in Form eines Planungskalenders, der Bereichen vorgegeben wird. Die durch deren Führungskräfte erstellten Teilpläne werden anschließend durch den Controller auf Zielkonformität überprüft und zu einem abgestimmten Gesamtplan zusammengefasst. Den Abschluss der Planung bildet die Fixierung und Dokumentation der Planwerte in Form von Budgets. Budgets stellen Vorgaben dar, die zur Erreichung der Planziele im darauffolgenden Geschäftsjahr einzuhalten sind (siehe auch Unternehmensplanung). Eine Alternative zur budgetbasierten Führung ist die indexierte operative Leistungsmessung.

### Informations- und Dienstleistungsaufgaben
Der Controller organisiert bereichsübergreifend das Berichtswesen und baut dieses zu einem umfassenden Management-Informationssystem aus. Hierunter versteht man die regelmäßige Übermittlung von betriebswirtschaftlichen Steuerungsinformationen in strukturierter und komprimierter Form an die Führungskräfte. Sie bilden die Grundlage für die Überwachung der Wirtschaftlichkeit und für die Beurteilung der Geschäftsentwicklung anhand von Zielgrößen wie Gewinn, Rentabilität, Deckungsbeitrag oder den berechneten Unternehmenswert als Performancemaß („wertorientiertes Controlling“). Im Rechnungswesen (Finanz- und Betriebsbuchhaltung) wird hierzu zunächst das Zahlenwerk über alle abgelaufenen wirtschaftlichen Vorgänge (Ist-Werte) in auswertbarer Form bereitgestellt. Das Controlling greift auf diese Datenbasis zurück, verdichtet sie weiter, stellt die erreichten Werte den vorgegebenen aus der Planung gegenüber und bereitet sie zu benutzerorientierten Management-Berichten auf. Daneben stellt das Controlling Kennzahlensysteme zur Verfügung, die zur Fundierung betrieblicher Entscheidungen dienen. So kann zum Beispiel die Wirtschaftlichkeit von Investitionsvorhaben anhand der Kennzahl Kapitalwert (Summe der mit risikoadäquaten Kapitalkosten abgezinsten Erwartungswerten der Einnahmenüberschüsse) als Erfolgsmaßstab beurteilt werden. Für den Controller stellen die Informationen der Kostenrechnung zumindest im operativen Geschäft die wesentliche Arbeitsgrundlage dar.
Neben der periodischen Aktualisierung des Berichtswesens gehört auch die grundlegende Gestaltung und Weiterentwicklung der EDV-gestützten Controllingsysteme zu diesem Aufgabenbereich. Darüber hinaus steht der Controller den Führungskräften als Berater zur Verfügung, indem er zum einen hilft, Entscheidungen betriebswirtschaftlich zu fundieren und ihre Ergebnisauswirkungen abzuschätzen. Zum anderen unterstützt er das Management bei der Identifikation von Abläufen und Sachverhalten, die die Wirtschaftlichkeit beeinträchtigen und der Erforschung ihrer Ursachen.
Das sogenannte Führungscockpit (auch Management Cockpit, Kennzahlen-Cockpit oder Controlling Leitstand) liefert eine spezielle Darstellung der grundlegenden ökonomischen Kennzahlen eines Unternehmens, die das Controlling der Unternehmensführung möglichst zeitnah bereitstellt. Der Controller als Träger der Transparenzverantwortung hat die Aufgabe, über die reine Darlegung dieser Kennzahlen hinaus eine Darstellung zu wählen, die möglichst direkt und übersichtlich erkennen lässt, in welchem Umfang die Unternehmensziele aktuell erreicht werden. Die Ausarbeitung von definierten Schlüsselindikatoren kann hierbei helfen schnell auf sich verändernde Tendenzen innerhalb und außerhalb des Unternehmens zu reagieren. Ein definiertes System von Maßnahmen unterstützt die Organisation dabei, die langfristigen Ziele zu erreichen.

### Steuerungsaufgaben
Steuern kann vorlaufend (perspektiv), mitlaufend oder nachlaufend (retrospektiv) erfolgen. Im Zusammenhang mit Controlling wird meist ausschließlich die nachlaufende Option verstanden, die auf Daten der Vergangenheit aufsetzt. Der Zeitversatz zwischen dem Entstehen der Daten und dem steuernden Eingriff nach Auswerten solcher Daten wird dabei toleriert.
Unter der Steuerung ist nach der systematischen Überwachung des Geschäftsverlaufs (durch Vergleich von erreichten Ist-Werten mit geplanten Sollgrößen) die (Nach)Steuerung durch bestimmte Maßnahmen zu verstehen. Es empfiehlt sich, neben den ursprünglich festgeschriebenen Planwerten die sich verändernden, mitlaufenden Sollwerte separat zu dokumentieren. Nur so ist eine aussagekräftige Überprüfung des Geschäftsverlaufs zu jedem denkbaren Zeitpunkt möglich. Diese Abweichungsberichte setzen ein funktionsfähiges Berichtswesen voraus. Sie unterstützen zudem die Zielerreichung, indem sie das Verhalten der Führungskräfte und Mitarbeiter hinsichtlich Einhaltung der vorgegebenen Budgets sicherstellen.
Die Aufgaben des Controllings gehen über den reinen Soll-Ist-Vergleich (Umsetzungsprüfung) hinaus. Im Rahmen der Abweichungsanalyse analysiert der Controller eventuelle Abweichungen, ermittelt deren Ursachen und ihre Auswirkungen auf den Geschäftsverlauf. Falls erforderlich, zeigt er Handlungsbedarf auf und löst beim Management Gegensteuerungsmaßnahmen zur Zielerreichung aus.
An dieser Schnittstelle zu den Verantwortungsbereichen des Managements ist das Einvernehmen des Controllers und der Geschäfts- oder Bereichsführung von größter Bedeutung. Andauernde Meinungskonflikte über die Prämissen des Wirtschaftsplans und Uneinigkeit über Steuerungsmethoden ziehen politische Einflussnahmen seitens des Managements nach sich, die jede Planung absurd erscheinen lassen. Steuernde Einflussnahme im Geschäftsverlauf ist in erster Linie Einflussnahme auf das Verhalten und das Rollenverständnis des Managements, untermauert mit Zahlen, Daten und Fakten des Controllings, die von der Unternehmensführung zur Gestaltung ihrer Geschäftsstrategie bewertet werden.
Der Controller erstellt außerdem Prognosen (Vorschaurechnungen) über den erwarteten Geschäftsverlauf, damit potentielle Abweichungen bereits im Vorfeld erkannt und unerwünschte Entwicklungen vermieden werden können. Die drei hauptsächlichen Vorschaurechnungen sind:
1. das Leistungsbudget (Plan-GuV): Ermittlung des voraussichtlichen Jahresüberschusses
2. die Planbilanz
3. der Finanzplan (Plan-Kapitalflussrechnung): Ermittlung des voraussichtlichen Zahlungsmittelbedarfs

Neuere Controllingkonzeptionen stellen einen über die Aspekte des Finanzcontrollings hinausgehenden Steuerungsanspruch. So konzentriert sich das Konzept der Balanced Scorecard beispielsweise auf die vier Perspektiven Finanzen, Kunden, Mitarbeiter und Prozesse. Der Ansatz des systemischen Controllings beinhaltet neben einem allumfassenden organisatorischen Steuerungskonzept für das systemische Management auch Verbindungen zur lernenden Organisation und zur Organisationsentwicklung.

### Koordinationsaufgaben
Der Schwerpunkt liegt hier zum einen in der generellen Zielausrichtung und zum anderen in der Koordination des Planungs- und Kontrollsystems mit dem Informationssystem. Dabei wird zwischen einer systembildenden und einer systemkoppelnden Koordinationsaufgabe unterschieden. Systembildende Koordination bedeutet, ein funktionsfähiges Planungs- und Kontrollsystem beziehungsweise Informationssystem bereitzustellen sowie laufende Gestaltungs-, Anpassungs- und Abstimmungsaufgaben innerhalb dieser Teilbereiche vorzunehmen. Mit systemkoppelnder Koordination ist die Abstimmung zwischen den Teilsystemen gemeint, das heißt insbesondere die Deckung des Informationsbedarfs von Planungs- und Steuerungsprozessen durch das Rechnungswesen und durch das Berichtswesen. Eine wichtige systemkoppelnde Aufgabe besteht beispielsweise darin, ein Rechnungswesen aufzubauen, das die Auswirkungen möglicher Handlungsalternativen adäquat abbildet.

### Rationalitätssicherungsaufgaben und Entscheidungsvorbereitung
Als Erweiterung der Koordinationsaufgaben wird Controlling auch als Rationalitätssicherung der Führung gesehen. Führung wird durch eigenständige Ziele verfolgende ökonomische Akteure (insbesondere Manager) vollzogen, die hierfür kognitive Fähigkeiten besitzen. Dementsprechend kann zwischen zwei Arten von Rationalitätsdefiziten unterschieden werden: Wollens-Beschränkungen und Könnens-Beschränkungen. Als Wollens-Beschränkungen werden Handlungen aufgefasst, die sich über die Ziele des Gesamtunternehmens hinwegsetzen, um einen persönlichen Vorteil zu erlangen. Könnens-Beschränkungen resultieren aus den begrenzten Fähigkeiten, beispielsweise fehlender Fachkenntnis und begrenzte Aufnahme- und Verarbeitungskapazität (Bounded Rationality). Die Aufgabe des Controllings als Rationalitätssicherung ist es deshalb, diese Defizite zu vermindern oder zu vermeiden. Es soll somit die Wahrscheinlichkeit erhöht werden, dass das Management trotz vorhandener Defizite im für das Unternehmen und seine Eigentümer optimalen Sinne handelt. Insbesondere soll das Controlling bei der Vorbereitung unternehmerischer Entscheidungen unterstützen, z. B. durch das Aufzeigen der Implikationen einer Handlungsoption (z. B. Investition) für die zukünftig erwarteten Erträge und die mit diesen verbundenen Risiken (Chancen und Gefahren aus einer Risikoanalyse). Das Controlling ermöglicht so ein Abwägen von Ertrags- und Risikoauswirkungen und damit eine risikogerechte Bewertung (z. B. durch den Vergleich der erwarteten Rendite einer Investition mit den vom Risikoumfang abhängigen Kapitalkosten als Renditeanforderung). Das Controlling trägt damit dazu bei, den gesetzlichen Anforderungen an die Vorbereitung unternehmerischer Entscheidungen gerecht zu werden (siehe Business Judgement Rule).

## Kontrollaufgaben
Controlling wird nach der wörtlichen Übersetzung häufig fälschlich als Instrument formaler Kontrolle statt als Steuerungsinstrument verstanden. In zahlreichen Unternehmen werden daher Controller als Kontrolleure und nicht als Fachleute für die Steuerung der Unternehmensprozesse aufgefasst.

## Historische Entwicklung
Historisch gesehen ist das Controlling zuerst für privatwirtschaftliche Unternehmen entwickelt worden. Dabei haben sich frühe Controllingkonzeptionen zunächst in Industrieunternehmen und Verkehrsbetrieben der USA etabliert. Es gibt ältere Synonyme wie Controllership und Comptroller, die in ihrer etymologischen Bedeutung die Entwicklung des Controllings aus dem Rechnungswesen verdeutlichen. So kann der aus dem Französischen stammende Neologismus Comptroller als sogenanntes Portmanteauwort angesehen werden. Die französischen Wörter compte (Rechnung) oder compter (rechnen, zählen) und controleur (Kontrolleur, Prüfer), contrôler oder contrer (überprüfen) verschmolzen zum Comptroller (Rechnungsüberprüfer, Controller). Der erste auf das Controlling ausgerichtete Lehrstuhl in Deutschland wurde 1973 an der Technischen Hochschule Darmstadt (heute Technische Universität Darmstadt) eingerichtet und mit Péter Horváth besetzt.